# Goethefelsen (Bodetal)

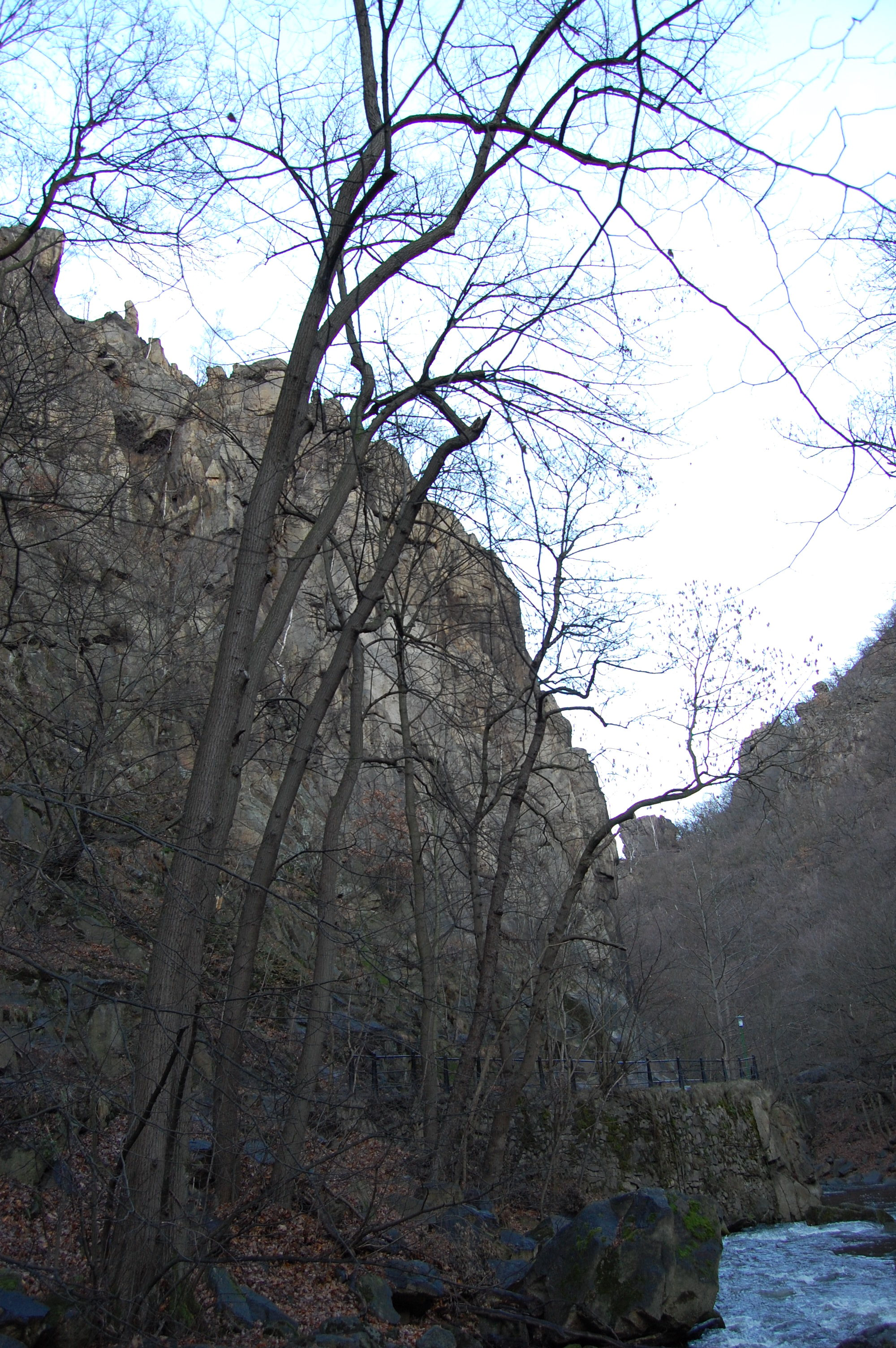
Goethefelsen, Blick vom Goethestein

Der Goethefelsen, auch Siebenbrüderfelsen genannt, ist eine markante Felsformation im Bodetal im Harz in Sachsen-Anhalt.

## Lage
Sie befindet sich hoch aufragend am linken Ufer der Bode auf dem Gebiet der Stadt Thale. Direkt unterhalb des aus Granit bestehenden Felsens verläuft der Wanderweg zwischen Königsruhe und Thale. In unmittelbarer Nähe etwas weiter flussaufwärts befindet sich der Goethestein.
An den Siebenbrüderfelsen schließt sich der Cäsarfelsen und die Fahne der Hannsteinhöhe an.

## Sagen
Die markante Felsformation ist Gegenstand mehrerer Sagen.
Eine Sage erzählt von sieben Prinzen, die die Schätze der Königstochter Brunhilde begehrten und deswegen von sieben die Schätze bewachenden Riesen im Bodetal getötet wurden. Daraufhin reisten sieben Prinzessinnen zu den Gräbern der Prinzen, die den Tod der Geliebten beweinten. Aus den Tränen sei der dann als Siebenbrüderfels bezeichnete Felsen gewachsen. Sieben auf die Grabstelle von den Prinzessinnen gepflanzte Bäume wurden als Siebenspringe bezeichnet.
Eine weitere Sage erzählt von sieben Brüdern, die um die Gunst Brunhildes warben, von ihr jedoch abgewiesen wurden. Die sieben Brüder entführten daraufhin Brunhilde von der Winzenburg. Brunhilde habe daraufhin die Berggeister des Bodetals um Hilfe gerufen, die die Entführer zur Strafe in einen Felsen, den Siebenbrüderfelsen, verwandelten. Der Sage nach warten die Brüder noch heute auf Erlösung.
Nach einer dritten Sage hätten sieben Brüder aus dem Böhmerwald, die jedoch als Räuber verschrien waren, um die Hand eines schönen Mädchen angehalten. Nachdem sie zurückgewiesen wurden, hätten sie das Mädchen bedrängt. Sie versuchte vergeblich mit ihrem schnellen und mutigen Pferd über einen schmalen, an der Felswand entlangführend Pfad zu entkommen. Da verdunkelte sich der Himmel und es donnerte und krachte. Als das Mädchen sich umdrehte, sah sie, dass ihre Verfolger in sieben steinerne Gebilde, darunter einen Kauz, eine Katze, und einen Elefanten verwandelt worden waren. Der Fels hieß seitdem der Siebenbrüderfelsen.
Aufgrund der markanten Formen wurden in der Felsformation die unterschiedlichsten Gestalten erkannt. So wird in Veröffentlichungen auch ein sitzender Mops, ein liegendes Schaf, die Büste eines Bischofs mit Mütze, ein sitzender Adler, zwei sich beißende Hunde bzw. Wölfe, der Oberkörper eines sich listig seitwärts drehenden Fuchses mit spitzen Ohren und die Büste eines Großvaters beschrieben.

## Geschichte
Am 8. September 1784 hielt sich Johann Wolfgang von Goethe am Felsen auf. Sein Begleiter der Maler Georg Melchior Kraus fertigte bei dieser Gelegenheit eine Zeichnung vom Siebenbrüderfelsen. Bereits ein Jahr zuvor, am 11. September 1783 hatte sich Goethe hier aufgehalten und auf dem Goethestein gerastet.
Anlässlich des 200. Geburtstages Goethes am 28. August 1949 erhielt der Felsen den Namen Goethefelsen. Der Name Siebenbrüderfelsen blieb jedoch ebenfalls in Nutzung.